# Trombettista

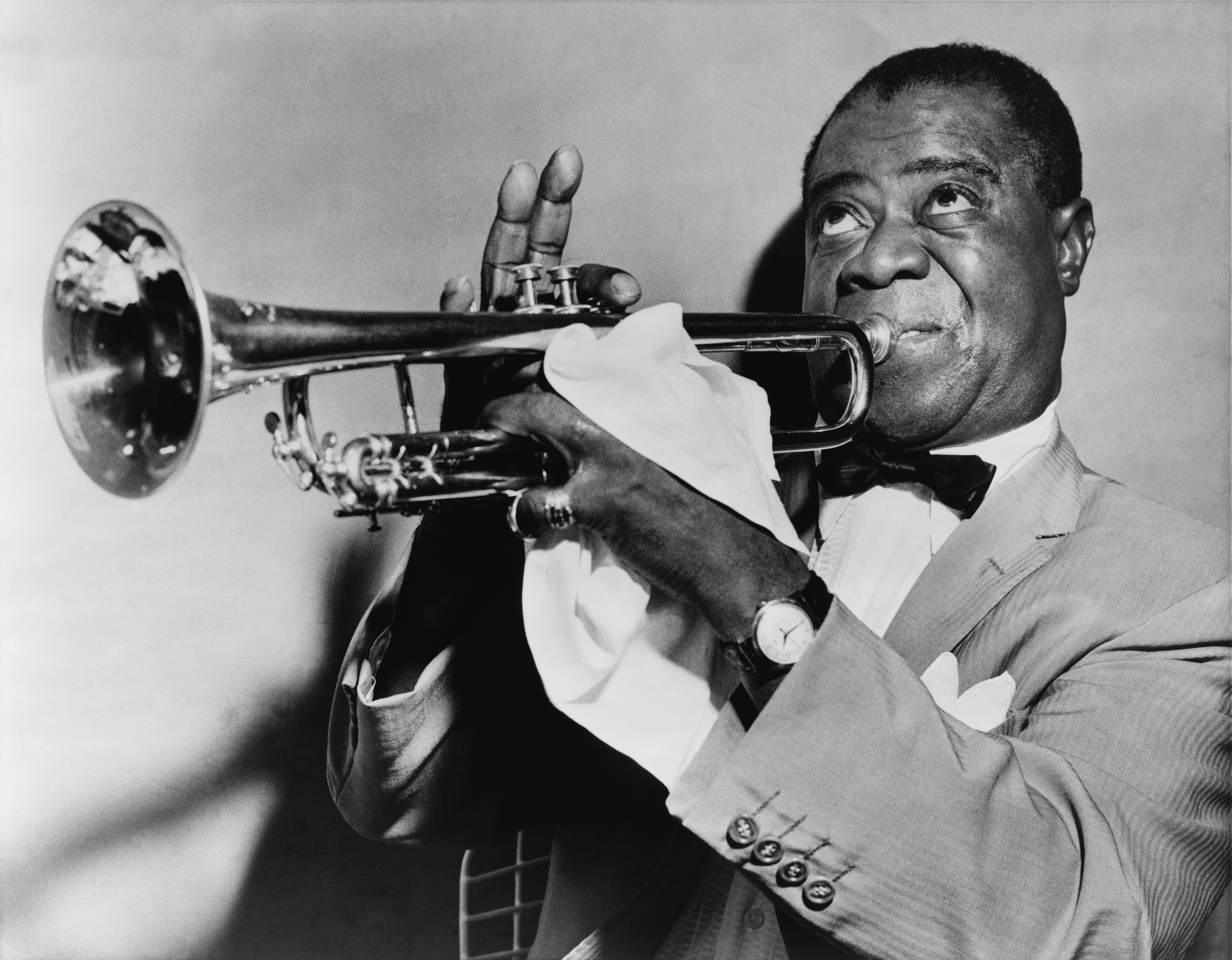
Louis Armstrong è uno dei più celebri trombettisti jazz della storia.

Un trombettista è un musicista che suona la tromba. La tromba è molto spesso associata al jazz, di cui è uno degli strumenti simbolo, ma è usata anche nella musica classica e nella musica leggera, con innumerevoli incursioni nella musica latina.
A partire dagli inizi del ventesimo secolo la cornetta prima e la tromba poi hanno acquistato un ruolo determinante nel jazz diventandone i principali strumenti solisti. Alcuni dei più noti nomi del jazz delle origini erano cornettisti. Col tempo si è poi imposto l'uso della tromba in Sib al posto della cornetta. Nell'ottica dell'improvvisazione, caratteristica peculiare del genere, il suono potente e duttile della tromba e la sua estensione cromatica l'hanno reso lo strumento preferito da alcuni dei più noti jazzisti delle origini. Nelle piccole formazioni del jazz di New Orleans, che da bande marcianti si stavano trasformando in ensemble stanziali, accanto alla sezione ritmica formata dalla batteria, dal contrabbasso (che prese il posto della tuba) e da strumenti a fiato dal suono più grave (come il trombone), al cornettista o trombettista veniva spesso affidato il ruolo principale, quello di esporre il tema e di esibirsi nell'assolo principale.
Il cornettista Buddy Bolden fu uno dei primi musicisti di New Orleans di cui è riconosciuta un'importante influenza nella storia del jazz. King Oliver e Louis Armstrong furono tra i jazzisti più affermati dell'era classica. Armstrong, in particolare, iniziò come cornettista, ma passò poi alla tromba, rendendola uno dei simboli del jazz. E non va certamente dimenticato  Bix Beiderbecke (1903-1931) morto giovanissimo e considerato uno dei più illustri esponenti del "jazz bianco".

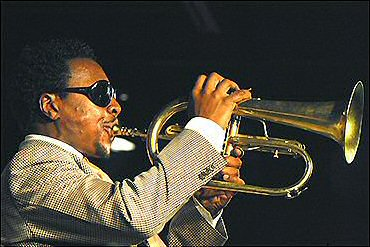
Roy Hargrove (Photo Eddy Westveer)

Con l'avvento dello swing la tromba rimase componente fisso delle sezioni di ottoni delle grandi orchestre e i trombettisti continuarono ad avere un ruolo centrale tra i solisti. La tromba fu in seguito affiancata come importanza dal sassofono (in particolare il tenore e il contralto) sia nello swing che nel be bop. La formazione più classica del jazz a partire dagli anni cinquanta, sia pur con notevoli e frequenti eccezioni, era composta da una sezione ritmica con contrabbasso e batteria, dal pianoforte e da una sezione di solisti normalmente composta da un sassofonista e da un trombettista.
Con il be bop e con gli stili jazzisti venuti in seguito i trombettisti mantennero un ruolo da protagonista, spesso come leader delle formazioni musicali. Tra questi Dizzy Gillespie, Miles Davis, Chet Baker, Clifford Brown, Maynard Ferguson e, in epoca successiva, Wynton Marsalis e Roy Hargrove.